# Environnement en Papouasie-Nouvelle-Guinée
L'environnement en Papouasie-Nouvelle-Guinée est l'environnement (ensemble des éléments - biotiques ou abiotiques - qui entourent un individu ou une espèce et dont certains contribuent directement à subvenir à ses besoins) de la Papouasie-Nouvelle-Guinée, pays d'Océanie.
Dans les années 2010, des changements non viables dans l’utilisation des sols et la dégradation des forêts ont nui à la qualité des sols et à leur fertilité, réduisant les rendements agricoles et contribuant largement aux émissions de gaz à effet de serre de la Papouasie-Nouvelle-Guinée.

## La biodiversité de Papouasie-Nouvelle-Guinée

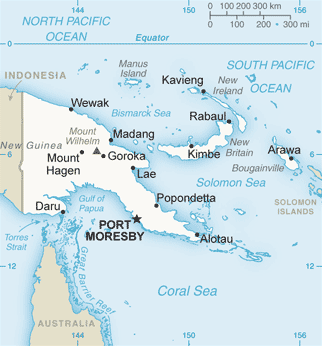
Carte de la Papouasie-Nouvelle-Guinée

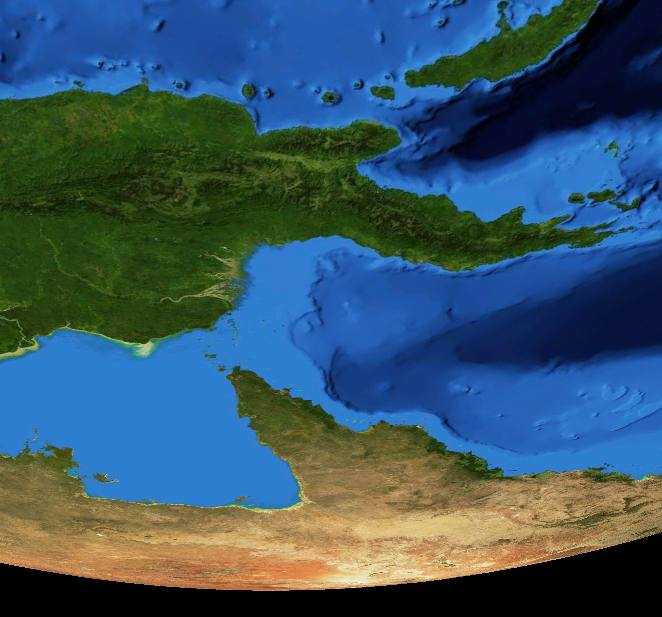
La forêt tropicale humide du pays contraste avec l'Australie voisine, aride.

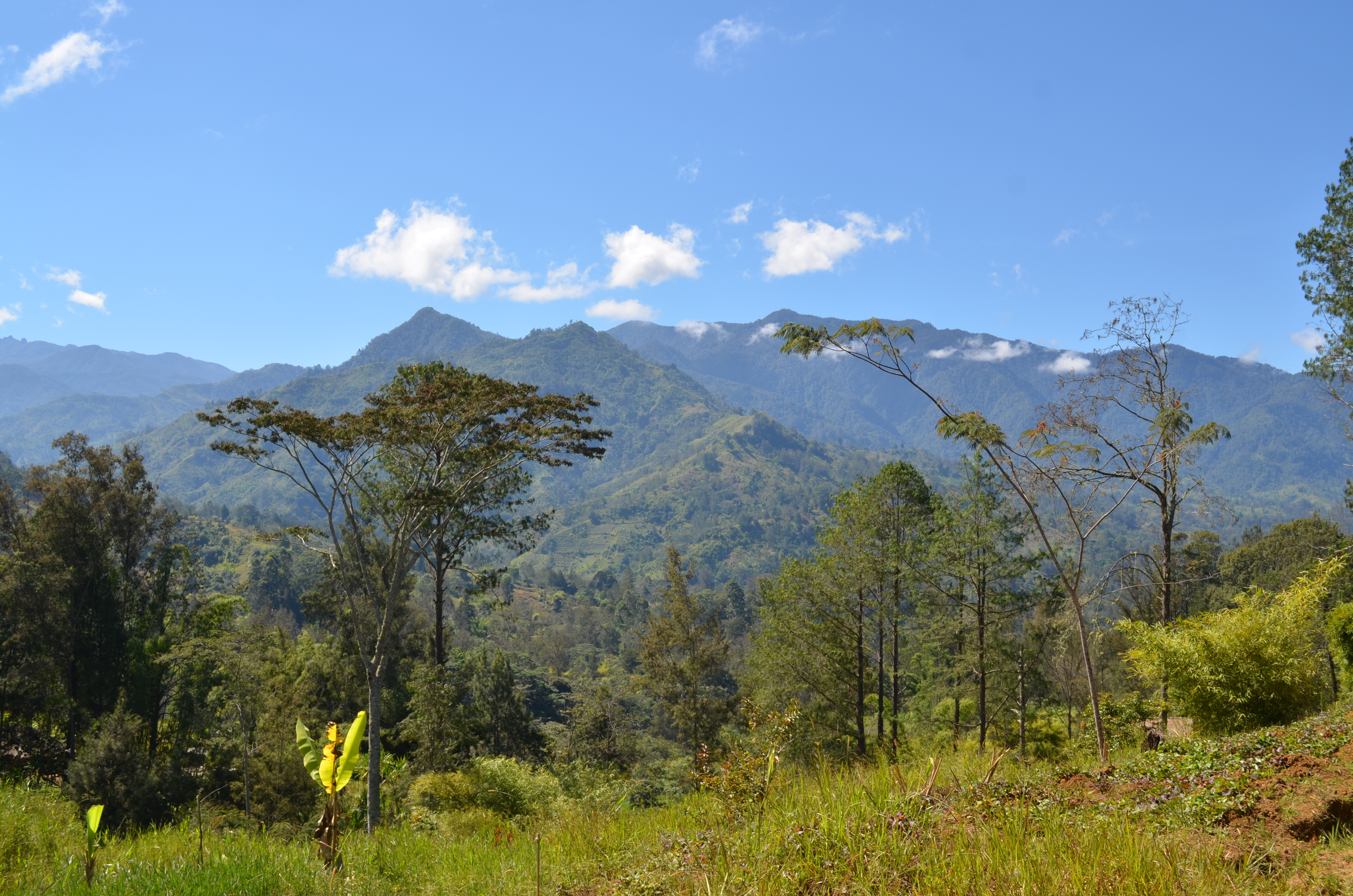
Les Highlands de Nouvelle-Guinée.

### Milieux et endémisme
La Papouasie-Nouvelle-Guinée bénéficie d'un climat équatorial, qui se caractérise par une forte chaleur tout au long de l’année, mais également par une importante humidité. En plaine, la température moyenne annuelle s’élève à environ 24 °C. On assiste à une baisse rapide de la température ambiante lorsque l’altitude s’élève (gelées fréquentes). Les précipitations restent basses en dehors de la saison des fortes pluies, durant l'été austral et le début de l'automne.
La Papouasie-Nouvelle-Guinée est essentiellement montagneuse (le mont Wilhelm culmine à 4 509 m) et couverte de forêts tropicales ombrophiles. Les écosystèmes sont très divers, allant des mangroves côtières aux savanes arides en passant par les forêts tropicales humides et les grandes montagnes.
Le pays abrite ainsi la troisième plus grande forêt tropicale après l’Amazonie et le bassin du Congo, 7 % de la biodiversité mondiale sur moins de 1 % de la planète, et la flore insulaire la plus riche au monde. Les forêts couvrent 78 % de la superficie du pays. Les deux-tiers des espèces sont endémiques à la région.
La Papouasie-Nouvelle-Guinée fait partie de l'écozone australasienne. Géologiquement, l'île de Nouvelle-Guinée est une extension de la plaque australienne, connectée au segment australien par un plateau continental peu profond. Par le passé, en particulier pendant les périodes de glaciation, où le niveau des mers était plus bas que de nos jours, ce plateau formait un pont terrestre.
Par conséquent, de nombreuses espèces d'oiseaux et de mammifères se trouvant en Nouvelle-Guinée ont des liens génétiques très proches de certaines espèces correspondantes en Australie. Une des caractéristiques que les deux étendues de terre ont en commun est l'existence de plusieurs espèces de mammifères marsupiaux, dont des kangourous et opossums (phalangeriformes), qui ne se trouvent nulle part ailleurs.
Une grande partie des autres îles sur le territoire de la Papouasie-Nouvelle-Guinée, dont la Nouvelle-Bretagne, la Nouvelle-Irlande, Bougainville, les Îles de l'Amirauté, les Îles Trobriand, et l'archipel des Louisiades, n'ont jamais été reliées à la Nouvelle-Guinée par des ponts terrestres. En conséquence, ces îles ont leur propre flore et faune.

### Faune
La faune sauvage unique de l’île de Nouvelle-Guinée - partagée avec l'Indonésie, comprend des kangourous arboricoles, des souris carnivores, des rats immenses (plus gros que les chats domestiques) et presque tous les oiseaux de paradis qui existent dans le monde. On y rencontre également les plus grands pigeons, les plus grands lézards et les plus petits perroquets du monde.

### Flore
L'Australie et la Nouvelle-Guinée sont des morceaux de l'ancien supercontinent Gondwana, qui commença à se fragmenter en continents plus petits pendant la période du Crétacé, entre 66 et 130 millions d'années avant notre ère. L'Australie finit par se détacher de l'Antarctique il y a environ 45 millions d'années. Toutes les îles australasiennes abritent une flore de l'Antarctique, descendant de la flore du sud de Gondwana, dont les conifères podocarpacées, les pins Araucaria, et les Nothofagus. Ces familles de plantes sont toujours présentes en Papouasie-Nouvelle-Guinée.
La Nouvelle-Guinée fait partie des tropiques humides, et plusieurs espèces de plantes tropicales indomalaises se trouvent aux alentours des détroits asiatiques, se mélangeant à la plus ancienne flore australienne et antarctique.

## Impacts sur les milieux naturels

### Activités humaines

#### Agriculture
L'agriculture est le principal moyen de subsistance pour 85 % de la population. La culture du café dans la province des Eastern Highlands, notamment Goroka, est devenue, grâce à sa qualité, assez prépondérante, et génère un important revenu issu de l'exportation vers l'Europe et l'Amérique du nord.
Dans les années 2010, des changements non viables dans l’utilisation des sols et la dégradation des forêts ont nui à la qualité des sols et à leur fertilité, réduisant les rendements agricoles.

#### Chasse, pêche et braconnage
Ses eaux abritent 18 % du stock mondial de thon. L’industrie thonière de la Papouasie-Nouvelle-Guinée est menacée en raison de la surexploitation de l’albacore et du thon rouge.
Les méthodes traditionnelles ou plus récentes (armes à feu) de chasse et le commerce illégal menacent plusieurs espèces d’animaux sauvages, notamment certaines populations de la famille des perroquets comme les Cacatoès.

#### Déforestation
Près d'un quart des forêts tropicales de Papouasie-Nouvelle-Guinée furent endommagées ou détruites entre 1972 et 2002.
En 2014, la Papouasie est devenu le principal exportateur de bois tropical.

### Pression sur les ressources non renouvelables

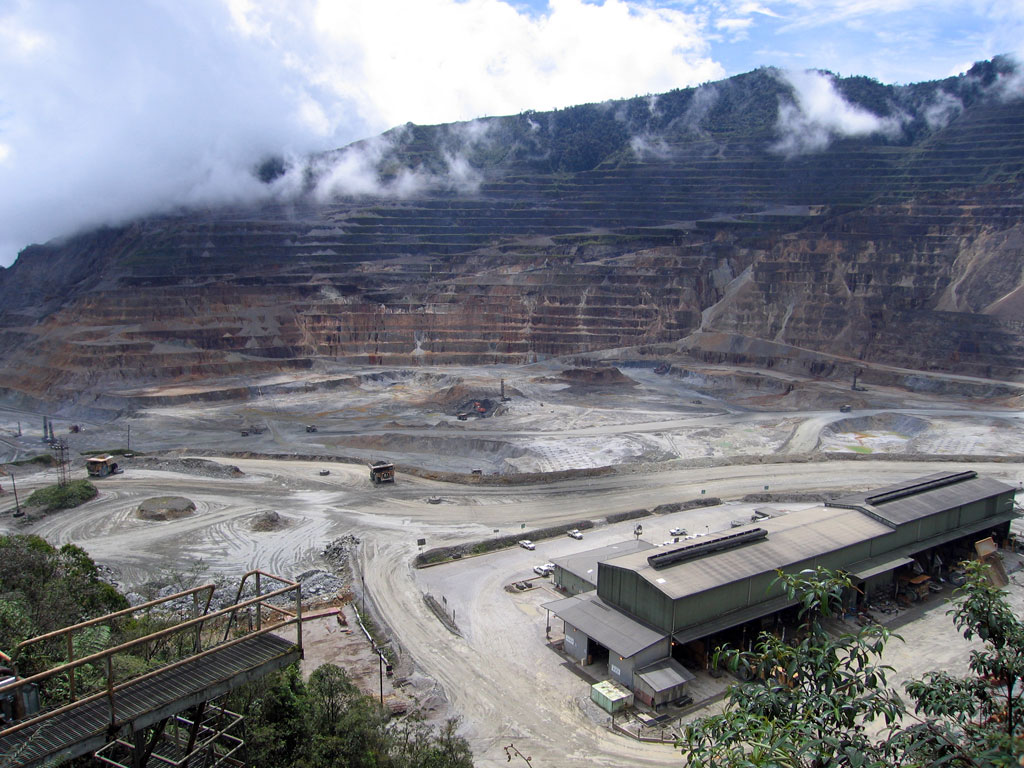
La mine d'or à ciel ouvert Mine d'Ok Tedi au sud-ouest de la Papouasie-Nouvelle-Guinée

La Papouasie-Nouvelle-Guinée est richement dotée de ressources naturelles, mais leur exploitation est entravée par le terrain accidenté et le coût élevé du développement de l'infrastructure. Dans les années 2010, des gisements de gaz naturel gigantesques y ont été découverts.
Les dépôts de minerais, dont le pétrole, le cuivre, et l'or, contribuent à 72 % des recettes d'exportation. En 1972, sur l'île de Bougainville, à mille kilomètres au nord-est de Port Moresby, les Australiens mirent en exploitation Panguna, l'une des plus grandes mines de cuivre à ciel ouvert du monde, qui fournissait 45 % des exportations.

### Pollutions

#### Les émissions de gaz à effet de serre (GES)
Dans les années 2010, des changements non viables dans l’utilisation des sols et la dégradation des forêts ont contribué largement aux émissions de gaz à effet de serre de la Papouasie-Nouvelle-Guinée.

#### La pollution de l'eau et des sols
En 2020, une mine de nickel rejette des millions de tonnes de métaux lourds dans la nature, selon une plainte en justice et une association bernoise ; entrainant le décès de poissons et dauphins, la destruction de coraux... Le boom des panneaux solaires et des voitures électriques pousse les miniers à creuser toujours plus loin.

### Impacts de l'urbanisation
Le pays compte 8,3 millions d'habitants. Port Moresby est la capitale de la Papouasie-Nouvelle-Guinée, et sa plus grande ville. Elle comptait 322 246 habitants au recensement de 2013. Elle se situe sur la côte sud de la Nouvelle-Guinée. À part quelques quartiers, la ville est majoritairement construite à quelques kilomètres à l'intérieur des terres. 
En 2015, la population atteignait 7 619 321 habitants selon la Banque Mondiale, soit une densité, faible, de 16 habitants par km². La croissance démographique était de 2,1 %.

## L'exposition aux risques

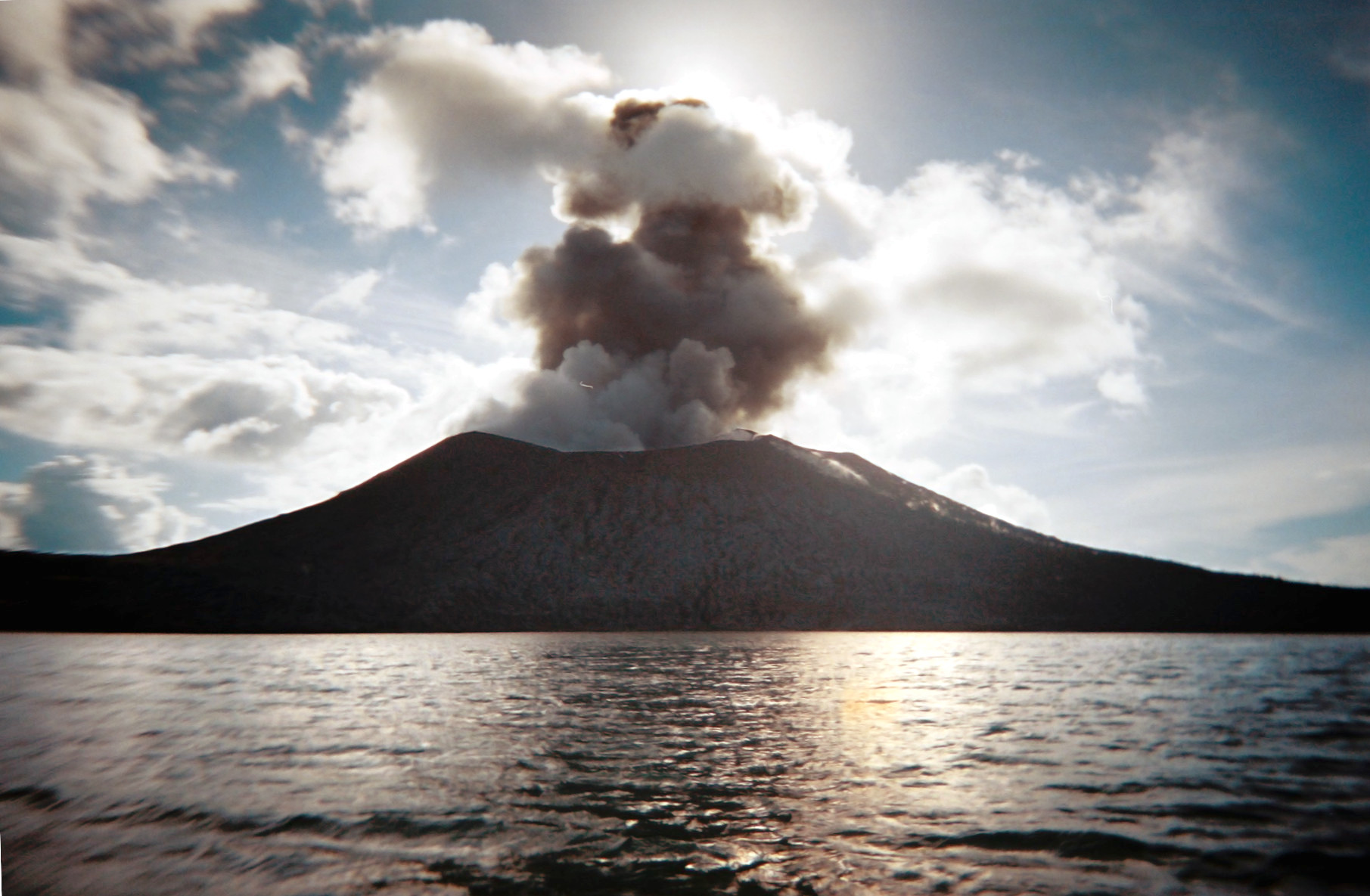
Il y a plusieurs volcans actifs en Papouasie-Nouvelle-Guinée, tel celui-ci en Nouvelle-Bretagne

La Papouasie-Nouvelle-Guinée est exposée à de nombreux risques : éruptions volcaniques (pluies de cendres et coulées de boue), séismes et tsunamis, ainsi que les aléas météorologiques, allant de la sécheresse (incendies) aux pluies diluviennes (inondations et glissements de terrain).

### Glissements de terrain
Six villages de Papouasie-Nouvelle-Guinée ont été touchés, jeudi 23 mai 2024, par un glissement de terrain majeur. La catastrophe aurait fait une centaine de morts, d’après des informations de l’Australian Broadcasting Corp.

### Séismes et tsunamis
Située le long d'une faille tectonique, les tremblements de terre et les tsunamis en résultant sont relativement communs en Papouasie-Nouvelle-Guinée.

## Politique environnementale en Papouasie-Nouvelle-Guinée

### Politique gouvernementale
Le 2 décembre 2023, lors du Sommet mondial d’action pour le climat de la COP28, la Papouasie-Nouvelle-Guinée a annoncé son objectif ambitieux de protéger 30 % de ses zones terrestres et marines et de mettre fin à la déforestation d’ici 2030.

### ONG
WWF a des bureaux centraux à Port Moresby (Papouasie-Nouvelle-Guinée) et des avant-postes isolés dans les hauts-plateaux montagnards de Nouvelle-Guinée. L’équipe du WWF et ses partenaires font pression pour appliquer le Programme de protection des forêts de Nouvelle-Guinée.